# Nelly och herr Arnaud
Nelly och herr Arnaud (franska: Nelly et M. Arnaud) är en fransk-italiensk dramafilm från 1995 i regi av Claude Sautet.

## Utmärkelser
Filmen vann Louis Delluc-priset 1995.

## Roller (urval)
- Emmanuelle Béart – Nelly
- Michel Serrault – Pierre Arnaud
- Jean-Hugues Anglade – Vincent Granec
- Claire Nadeau – Jacqueline
- Françoise Brion – Lucie
- Michèle Laroque – Isabelle
- Michael Lonsdale – Dolabella
- Charles Berling – Jerôme
- Jean-Pierre Lorit – Christophe
- Michel Albertini – Taieb
- Coraly Zahonero – Marianne
- Graziella Delerm – Laurence